# Krokus (zespół muzyczny)
Krokus – hard rockowo-metalowa grupa muzyczna ze Szwajcarii założona w 1974. Grupa grała z takimi artystami jak AC/DC, Motörhead czy Judas Priest

## Dyskografia

### Albumy

#### Studyjne
- Krokus (1976)
- To You All (1977)
- Painkiller / Pay It In Metal (1978)
- Metal Rendez-vous (1980)
- Hardware (1981)
- One Vice at a Time (1982)
- Headhunter (1983)
- The Blitz (1984)
- Change of Address (1986)
- Heart Attack (1988)
- Stampede (1990)
- To Rock or Not to Be (1995)
- Round 13 (1999)
- Rock the Block (2003)
- Hellraiser (2006)
- Hoodoo (2010)
- Dirty Dynamite (2013)
- Big Rocks (2017)

#### Koncertowe
- Alive & Screamin' (1986)
- Fire and Gasoline (2004)
- Long Stick Goes Boom - Live From Da House Of Rust (2014)

#### Kompilacje
- Early Days '75-'78 (1980)
- Stayed Awake All Night - The Best (1987)
- The Dirty Dozen (1993)
- Definitive Collection (2000)
- The Collection (2000)
- Best Of (2000)
- Long Stick Goes Boom: The Anthology (2003)

### Single i EP
- "Tokyo Nights" (1980)
- "Heatstrokes" (1980)
- "Bedside Radio" (1980)
- "Winning Man" (1981)
- "Rock City" (1981)
- "American Woman" (1982)
- "Save Me" (1982)
- "Bad Boys Rag Dolls" (1982)
- "Stayed Awake All Night" (1983)
- "Screaming tn the Night" (1983)
- "Midnite Maniac" (1984
- "Ballroom Blitz" (1984
- "Our Love" (1984)
- "School's Out" (1986)
- "Screaming in the Night (Live)" (1987)
- "Let the Love Begin" (1987)
- "Let It Go" (1988)
- "Wild Love" (1988)
- "You Ain't Seen Nothin' Yet" (1994)
- "I Want It All" (2003)
- "Angel of My Dreams" (2006)

### Wideo
- The Video Blitz (1985, VHS)
- Fire And Gasoline (2004, Bonus DVD
- As Long As We Live (2004, DVD)